# Mathé Altéry
Mathé Altéry, születési nevén Marie-Thérèse Altare (Párizs, 1927. szeptember 12. –) francia énekesnő. Franciaország egyik első képviselője  volt az 1956-os Eurovíziós Dalfesztiválon Le temps perdu című dalával.

## Élete
Mario Altéry (1892–1974) francia tenor lányaként már korán kapcsolatba került az énekléssel.
Zenei tanulmányai után 1950-ben kórusénekesként debütált a párizsi Théâtre du Châtelet-ben.

## Fordítás
- Ez a szócikk részben vagy egészben  a   Mathé Altéry című francia Wikipédia-szócikk ezen változatának fordításán alapul.  Az eredeti cikk szerkesztőit annak laptörténete sorolja fel. Ez a jelzés csupán a megfogalmazás eredetét és a szerzői jogokat jelzi, nem szolgál a cikkben szereplő információk forrásmegjelöléseként.